# لي أنجلبلي
لي أنجلبلي (بالإنجليزية: Lee Ingleby)‏ (و. 1976  م) هو ممثل مسرحي، وممثل أفلام، وكاتب سيناريو، وممثل تلفزي بريطاني، ولد في بيرنلي.

## التعليم
تعلم في أكاديمية لندن للموسيقى والفنون المسرحية.

## وصلات خارجية
- لي أنجلبلي على موقع IMDb (الإنجليزية)
- لي أنجلبلي على موقع قاعدة بيانات الأفلام العربية
- لي أنجلبلي على موقع ألو سيني (الفرنسية)
- لي أنجلبلي على موقع أول موفي (الإنجليزية)
- لي أنجلبلي على موقع قاعدة بيانات الأفلام السويدية (السويدية)
- لي أنجلبلي على موقع قاعدة بيانات الفيلم (الإنجليزية)
- لي أنجلبلي على موقع كينوبويسك (الروسية)